# Bahnstrecke Gerstungen–Vacha
| |                                                      |                                                    |                                                    |
| Streckennummer (DB): | 6707                                                 |                                                    |                                                    |
| Kursbuchstrecke: | 171f (1934) 192m (Widdershausen – Philippsthal 1946) |                                                    |                                                    |
| Streckenlänge: | 24,2 km                                              |                                                    |                                                    |
| Spurweite: | 1435 mm (Normalspur)                                 |                                                    |                                                    |
| |                                                      |                                                    |                                                    |
| \| \| \| von Halle (Saale) Hbf \| \| \| \| \| von Förtha \| \| \| \| 0,0 \| Gerstungen \| Gerstungen \| \| \| \| nach Bebra \| \| \| \| 0,7 \| Bebra–Halle (Saale) Hbf (50 m) \| Bebra–Halle (Saale) Hbf (50 m) \| \| \| \| Weihe \| \| \| \| 2,7 \| Berka (Werra) \| Berka (Werra) \| \| \| \| zum Kaliwerk Dippach und Abteroda (Alexandershall) \| \| \| \| 6,7 \| Dankmarshausen (bis etwa 1993) \| Dankmarshausen (bis etwa 1993) \| \| \| \| Landesgrenze Thüringen – Hessen \| \| \| \| 8,8 \| Widdershausen \| Widdershausen \| \| \| 11,6 \| Heringen (Werra) und Kaliwerk Wintershall \| Heringen (Werra) und Kaliwerk Wintershall \| \| \| \| zum Kaliwerk Herfagrund \| \| \| \| 14,7 \| Lengers \| Lengers \| \| \| 18,3 \| Heimboldshausen \| Heimboldshausen \| \| \| \| nach Bad Hersfeld \| \| \| \| \| Infrastrukturgrenze DB InfraGO / K+S \| \| \| \| 20,4 \| Werk Hattorf \| Werk Hattorf \| \| \| \| nach Unterbreizbach \| \| \| \| \| Infrastruktur aufgegeben \| \| \| \| 21,1 \| Ulster \| Ulster \| \| \| 21,6 \| Philippsthal \| Philippsthal \| \| \| 22,4 \| Landesgrenze Hessen – Thüringen, Infrastruktur RbT \| Landesgrenze Hessen – Thüringen, Infrastruktur RbT \| \| \| \| von Wenigentaft-Mansbach \| \| \| \| \| von Unterbreizbach \| \| \| \| 24,2 \| Vacha \| Vacha \| \| \| \| nach Bad Salzungen \| \| |                                                      |                                                    |                                                    |
| Strecke |                                                      | von Halle (Saale) Hbf                              | von Halle (Saale) Hbf                              |
| Abzweig geradeaus und ehemals von links |                                                      | von Förtha                                         | von Förtha                                         |
| Bahnhof | 0,0                                                  | Gerstungen                                         | Gerstungen                                         |
| Abzweig geradeaus und nach links |                                                      | nach Bebra                                         | nach Bebra                                         |
| Kreuzung geradeaus unten | 0,7                                                  | Bebra–Halle (Saale) Hbf (50 m)                     | Bebra–Halle (Saale) Hbf (50 m)                     |
| Brücke über Wasserlauf |                                                      | Weihe                                              | Weihe                                              |
| ehemaliger Bahnhof | 2,7                                                  | Berka (Werra)                                      | Berka (Werra)                                      |
| Abzweig geradeaus und ehemals nach links |                                                      | zum Kaliwerk Dippach und Abteroda (Alexandershall) | zum Kaliwerk Dippach und Abteroda (Alexandershall) |
| ehemaliger Bahnhof | 6,7                                                  | Dankmarshausen (bis etwa 1993)                     | Dankmarshausen (bis etwa 1993)                     |
| Grenze |                                                      | Landesgrenze Thüringen – Hessen                    | Landesgrenze Thüringen – Hessen                    |
| ehemaliger Haltepunkt / Haltestelle | 8,8                                                  | Widdershausen                                      | Widdershausen                                      |
| Dienststation / Betriebs- oder Güterbahnhof | 11,6                                                 | Heringen (Werra) und Kaliwerk Wintershall          | Heringen (Werra) und Kaliwerk Wintershall          |
| Abzweig geradeaus und ehemals nach rechts |                                                      | zum Kaliwerk Herfagrund                            | zum Kaliwerk Herfagrund                            |
| ehemaliger Haltepunkt / Haltestelle | 14,7                                                 | Lengers                                            | Lengers                                            |
| Dienststation / Betriebs- oder Güterbahnhof | 18,3                                                 | Heimboldshausen                                    | Heimboldshausen                                    |
| Abzweig geradeaus und ehemals nach rechts |                                                      | nach Bad Hersfeld                                  | nach Bad Hersfeld                                  |
| Wechsel des Eisenbahninfrastrukturunternehmens |                                                      | Infrastrukturgrenze DB InfraGO / K+S               | Infrastrukturgrenze DB InfraGO / K+S               |
| Dienststation / Betriebs- oder Güterbahnhof | 20,4                                                 | Werk Hattorf                                       | Werk Hattorf                                       |
| Abzweig ehemals geradeaus und nach rechts |                                                      | nach Unterbreizbach                                | nach Unterbreizbach                                |
| Wechsel des Eisenbahninfrastrukturunternehmens (Strecke außer Betrieb) |                                                      | Infrastruktur aufgegeben                           | Infrastruktur aufgegeben                           |
| Brücke über Wasserlauf (Strecke außer Betrieb) | 21,1                                                 | Ulster                                             | Ulster                                             |
| Bahnhof (Strecke außer Betrieb) | 21,6                                                 | Philippsthal                                       | Philippsthal                                       |
| Grenze (Strecke außer Betrieb) | 22,4                                                 | Landesgrenze Hessen – Thüringen, Infrastruktur RbT | Landesgrenze Hessen – Thüringen, Infrastruktur RbT |
| Abzweig geradeaus und von rechts (Strecke außer Betrieb) |                                                      | von Wenigentaft-Mansbach                           | von Wenigentaft-Mansbach                           |
| Abzweig ehemals geradeaus und von rechts |                                                      | von Unterbreizbach                                 | von Unterbreizbach                                 |
| Dienststation / Betriebs- oder Güterbahnhof | 24,2                                                 | Vacha                                              | Vacha                                              |
| Strecke |                                                      | nach Bad Salzungen                                 | nach Bad Salzungen                                 |

Die Bahnstrecke Gerstungen–Vacha, auch Werratalbahn genannt, ist eine Nebenbahn in Thüringen und Hessen. Sie zweigt in Gerstungen von der Bahnstrecke Halle–Bebra ab und führt durch das Werratal über Dankmarshausen und Heringen zum Verladebahnhof Hattorf bei Philippsthal und ursprünglich weiter zum Bahnhof Vacha. Sie dient heute ausschließlich dem Güterverkehr des Kalibergbaues im Raum Heringen und Unterbreizbach.

## Geschichte

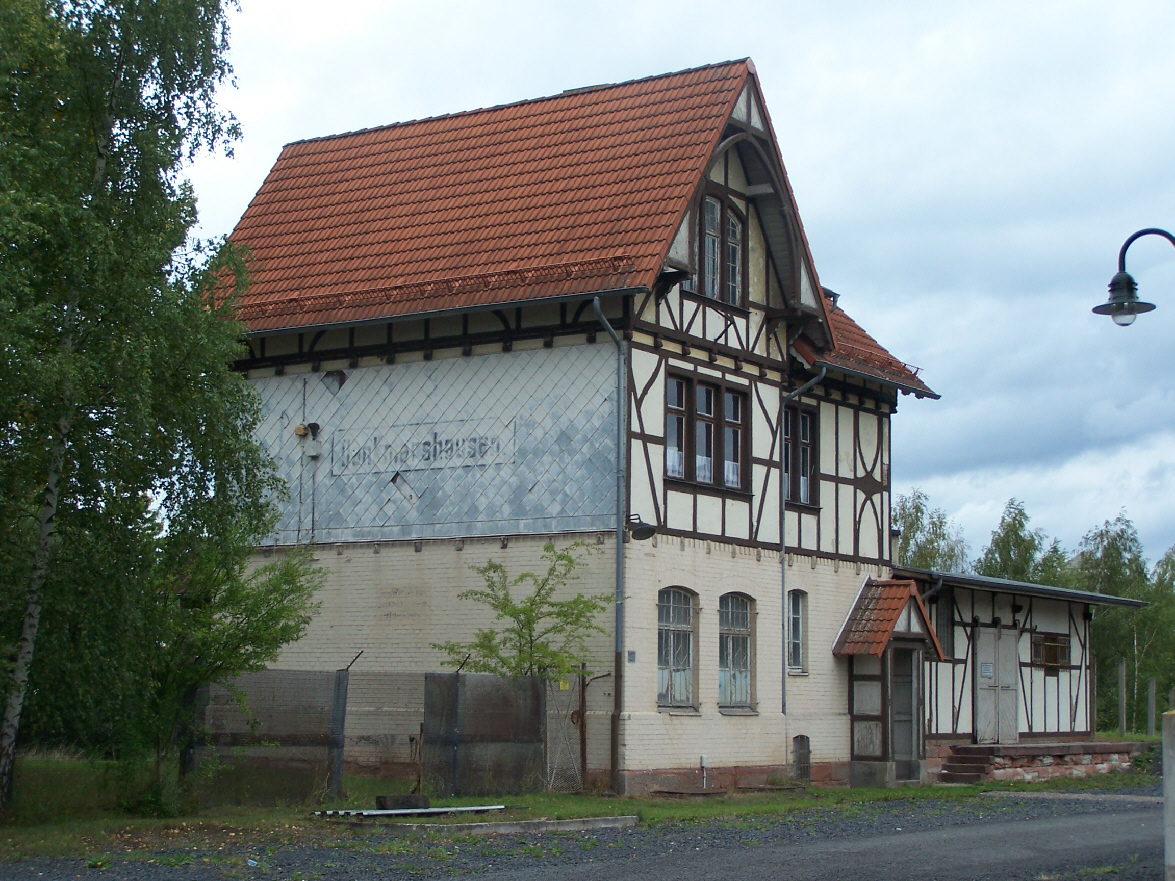
Ehemaliger Bahnhof Dankmarshausen (2008)

Die Eröffnung der Bahnstrecke folgte in mehreren Abschnitten: Der Bahnverkehr zwischen Gerstungen und Berka/Werra wurde am 1. Oktober 1903, zwischen Berka und Dankmarshausen am 1. Dezember 1903, zwischen Dankmarshausen und Heringen am 30. März 1905 sowie zwischen Heringen und Vacha am 1. Oktober 1905 aufgenommen. Die anschließende Strecke der ehemaligen Feldabahn, welche bereits am 10. August 1879 (nach Dorndorf) bzw. am 22. Juli 1879 (nach Bad Salzungen) eröffnet wurde, konnte ab dem 7. Juli 1906 bzw. am 1. Dezember 1906 normalspurig befahren werden. Damit ergaben sich weitreichende Möglichkeiten zum Abtransport des gewonnenen Kalisalzes. In den 1930er Jahren wurde in Vacha ein Eisenbahnneubauamt eingerichtet, welches mit der Planung sowie vorbereitenden Arbeiten des zweigleisigen Ausbaues der Strecke begann. Im Zweiten Weltkrieg wurden diese Arbeiten allerdings abgebrochen und danach nicht wieder aufgenommen.
Nach dem Zweiten Weltkrieg lag die Strecke größtenteils im Grenzgebiet zwischen der DDR und der BRD und passierte zwischen Dankmarshausen und Widdershausen sowie zwischen Vacha und Philippsthal zweimal die Zonen- und spätere innerdeutsche Grenze. Entsprechend schwierig gestaltete sich der Abtransport des für beide Staaten wichtigen Kalisalzes aus der Region. Die grenzüberschreitenden Kalitransporte aus Unterbreizbach über Vacha Richtung Gerstungen für die DDR und aus Hattorf über Gerstungen Richtung Bebra konnten nur durch Verhandlungen zunächst der Besatzungsmächte, später der beiden deutschen Staaten aufrechterhalten werden und waren zeitweise unterbrochen.
Noch im Jahr 1945 wurde der grenzüberschreitende Personenverkehr zwischen Philippsthal und Vacha eingestellt, der Güterverkehr folgte 1962, nachdem die Deutsche Reichsbahn (DR) bei Leimbach eine Verbindungskurve zur Werrabahn in Richtung Eisenach hergestellt und in Betrieb genommen hatte. Bis 1952 verkehrten Personen- und Güterzüge der Deutschen Bundesbahn (DB) im Transit durch die SBZ bzw. die DDR zwischen Bebra und Philippsthal über den Grenzbahnhof Gerstungen, dann unterbrach die östliche Seite den durchgehenden Betrieb. Mit dem im gleichen Jahr durchgeführten Bau der Umgehungsstrecke zwischen Vacha und Unterbreizbach glaubte die DR, den gesamten Güterverkehr der östlich der Zonengrenze liegenden Kalibergwerke über Bad Salzungen abwickeln zu können. Dies erwies sich jedoch als Irrtum, da der Bahnhof Bad Salzungen keine ausreichenden Kapazitäten für das dort erforderliche Kopfmachen in und aus Richtung Eisenach hatte. Ab November 1954 konnte nach längeren Verhandlungen wieder der durchgehende Güterverkehr aufgenommen werden. Dabei wurden sowohl westliche Güterzüge der DB im Transit über Gerstungen wie auch östliche Güterzüge im Transit von Vacha über Philippsthal und Heringen nach Gerstungen und weiter in Richtung Eisenach geführt. Nach dem Bau der Verbindungskurve westlich von Bad Salzungen konnte letzterer ab 1962 entfallen. 1966 stellte die Deutsche Reichsbahn der Deutschen Bundesbahn erstmals eine Rechnung für ihre Leistungen im Transitverkehr über Gerstungen. Die DB erkannte zwar die prinzipielle Berechtigung an, nicht jedoch die konkrete Summe, woraufhin die DR im November 1967 die Strecke erneut sperrte. Wie bereits zwischen 1952 und 1954 wurde das auf dem Gebiet der Bundesrepublik abgebaute Kali während der Sperrung über die in Heimboldshausen von der Strecke abzweigende Hersfelder Kreisbahn abtransportiert, die hierfür nach den Erfahrungen mit den ersten Sperrungen entsprechend ausgebaut worden war und deren bereits verstärkter Lokomotivbestand durch Bundesbahnlokomotiven unterstützt wurde. Nach der Einigung über die Zahlung eines deutlich reduziertem Pauschalbetrages für die zurückliegenden Jahre und einer Verständigung über das künftig zu zahlende Entgelt wurde am 27. September 1969 die grenzüberschreitende Strecke nach Gerstungen wieder in Betrieb genommen. Bis zum Fall der Mauer 1989 gab es dann keine nennenswerten Betriebsprobleme mehr. Als Rückfallebene erhielt die Hersfelder Kreisbahn einen Teil des Kaliverkehrs durch die DB zugesichert.
Die Deutsche Reichsbahn stellte zwischen Gerstungen und Dankmarshausen am 5. Oktober 1952 den Personenverkehr ein, die Bundesbahn zwischen Widdershausen und Heringen am 3. Oktober 1953 sowie zwischen Heringen und Heimboldshausen am 29. Mai 1960. Zwischen Werk Hattorf und Philippsthal endete am 29. Mai 1981 der Gesamtverkehr. Noch bis zum 31. Dezember 1993 verblieb auf dem Reststück Werk Hattorf–Heimboldshausen Personenverkehr nach Bad Hersfeld durch die Hersfelder Kreisbahn.
Im Januar 1975 wurde die Strecke baulich unterbrochen, als auf hessischer Seite zwischen dem Bahnhof Philippsthal und der damaligen Grenze (Kilometer 22,43) die Gleise abgebaut wurden. Weitere Rückbauten erfolgten bis 2008 zwischen Hattorf und dem Bahnhof Philippsthal, dessen Gleisfeld teilweise überbaut wurde. Heute enden die Gleise im Bahnhof Werk Hattorf.
Vacha verlor am 10. Juni 2001 seinen Eisenbahnanschluss auf der Bahnstrecke Bad Salzungen–Vacha, nachdem eine Grubenanschlussbahn zum Schacht Unterbreizbach vom Werk Hattorf aus gebaut wurde, am 31. Januar 2000 in Betrieb ging und der Schienenpersonennahverkehr zwischen Bad Salzungen und Vacha durch den Freistaat Thüringen abbestellt wurde. Auf der verbleibenden Bahnstrecke Gerstungen–Werk Hattorf gibt es einen umfangreichen Güterverkehr, der nur an den Wochenenden ruht.
Personenverkehr gab es einige Jahre lang im Advent, wenn mit einer Dampflok bespannte Züge Heimboldshausen in Richtung Gerstungen verließen und zumeist den Erfurter Weihnachtsmarkt ansteuerten.
Das K+S-Verbundwerk Werra plant die Abdeckung der Halden Hattorf und Wintershall, die nach einigen Versuchen bis zum Jahr 2021 in vollem Umfang laufen soll. Täglich müssen dann auf der Schiene pro Standort etwa 1.400 Tonnen aufbereitete Schlacke zu den Förderbändern geliefert werden.

## Reaktivierungspläne für den Schienenpersonennahverkehr
Mit dem Umweg über Unterbreizbach und dem zweimaligen Wechsel der Infrastrukturbetreiber (DB Netz, K+S und RbT Regiobahn Thüringen) ist baulich eine durchgehende Verbindung von Gerstungen über Heringen, Philippsthal und Vacha nach Bad Salzungen vorhanden. Die Pläne des Kalikonzerns, die Strecke von Unterbreizbach nach Vacha wieder nutzbar machen zu wollen, nährte die Hoffnung einer Wiederaufnahme des Personenverkehrs zwischen Gerstungen und Vacha.
Der Arbeitskreis der Aufgabenträger und des Landes Hessen zum Potenzial für den Personenverkehr stillgelegter Schienenstrecken sieht auch die Möglichkeit der Reaktivierung zwischen Gerstungen und Vacha. Auch der Verband Deutscher Verkehrsunternehmen und die Allianz pro Schiene haben die Strecke in ihre Vorschlagsliste zur Reaktivierung stillgelegter Bahnstrecken aufgenommen. Bei diesen Plänen wird allerdings vom Wiederaufbau der alten Strecke über Philippsthal ausgegangen, welcher nach Ansicht von Experten mit vertretbarem Aufwand möglich ist.

## Ausblick
Im Rahmen des Programms Elektrische Güterbahn des BMVI soll der Abschnitt Gerstungen–Heimboldshausen elektrifiziert werden. Auch ein zweigleisiger Ausbau ist in der Diskussion. Einer kurzfristigen Reaktivierung des Anfang der 1990er Jahre aufgegebenen Bahnhofs Dankmarshausen steht eine neugebaute Straßenbrücke der L 2117 im Wege, die nur einen Durchlass für ein Gleis bietet.